# Camila García Echeverría
Camila García Echeverría (Bogotá, Colombia, 4 de julio de 2000) es una futbolista colombiana, juega como delantera y su equipo actual es el Millonarios Fútbol Club de la Liga Profesional Femenina de Colombia.
Destaca por ser una jugadora habilidosa a pelota parada, rápida, y técnica, aún no ha podido participar en la Liga Profesional Femenina de Colombia debido a su lesión de rotura de ligamentos en el año 2019, a pesar de eso, ha demostrado ser una gran jugadora que promete mucho para el fútbol Colombiano, y lo ha demostrado anotando varios goles en los amistosos con Millonarios Fútbol Club.

## Trayectoria

### Millonarios
En 2019 García llegó al club colombiano Millonarios, firmando contrato por un año, a pesar de su contrato no pudo jugar la Liga Profesional Femenina debido a la lesión que sufrió; aun así los hinchas de su equipo la catalogan como la jugadora revelación de este año.

#### Contratación en Millonarios
Luego de haberse hecho pública la noticia que América de Cali, Independiente Medellín, Atlético Huila, Millonarios y Santa Fe querían obtener los derechos deportivos de la jugadora para el 2020, la jugadora decidió quedarse en Millonarios afirmando: "Mi mayor deseo es quedar campeona con el equipo de mis amores, Millonarios", al poco tiempo la jugadora firmó contrato con Millonarios hasta diciembre del 2020.

## Debut deportivo
Camila García Echeverría  debutó en la Liga Profesional Femenina de fútbol 2018 en el empate 1:1 ante Deportivo Pasto jugando para el Bogotá FC, el día 4 de marzo de 2018, juego válido por la fecha 4.

## Goles destacados

### Gol olímpico
El día 7 de octubre de 2019 jugando para Millonarios en un partido amistoso anotó un gol olímpico al minuto 46' del encuentro ante Atlético Nacional, ese día Millonarios ganó por 3 a 1.

### Gol de tijera
El día 29 de noviembre de 2019 jugando para Millonarios en un partido amistoso anotó un gol de tijera  al minuto 78' del encuentro ante Cortuluá, ese día Millonarios ganó por 3 a 1.

## Estadísticas
| Club                   | Temporada           | Liga  | Liga  | Liga   | Amistosos | Amistosos | Amistosos | Copa Internacional | Copa Internacional | Copa Internacional | Total | Total | Total  |
| Club                   | Temporada           | Part. | Goles | Asist. | Part.     | Goles     | Asist.    | Part.              | Goles              | Asist.             | Part. | Goles | Asist. |
| ---------------------- | ------------------- | ----- | ----- | ------ | --------- | --------- | --------- | ------------------ | ------------------ | ------------------ | ----- | ----- | ------ |
| Fortaleza · Colombia   | 2019                | —     | —     | —      | —         | —         | —         | —                  | —                  | —                  | 0     | 0     | 0      |
| Millonarios · Colombia | 2019                | —     | —     | —      | 22        | 17        | 5         | —                  | —                  | —                  | 22    | 17    | 5      |
| Millonarios · Colombia | 2020                | —     | —     | —      | 3         | 2         | 1         | —                  | —                  | —                  | 3     | 2     | 1      |
| Millonarios · Colombia | 2021                | —     | —     | —      | —         | —         | —         | —                  | —                  | —                  | 0     | 0     | 0      |
| Total en su carrera    | Total en su carrera | 7     | 3     | 0      | 25        | 19        | 6         | -                  | -                  | -                  | 32    | 22    | 6      |